# Xia Baolong
Xia Baolong (chinesisch 夏宝龙, Pinyin Xià Bǎolóng; * 1952 in Tianjin) ist ein Politiker in der Volksrepublik China.
Xia trat 1973 der Kommunistischen Partei Chinas bei. Nach verschiedenen Positionen in Politik und Verwaltung im Stadtbezirk Hexi von Tianjin war er von 1997 bis 2003 Vizebürgermeister dieser Stadt.
Er absolvierte ein Studium der Wirtschaftswissenschaft an der Peking-Universität und erlangte 2002 den akademischen Grad Doktor.
Im Jahr 2003 wechselte er als stellvertretender Parteisekretär in die Provinz Zhejiang. Ab 2011 war er als Nachfolger von Lü Zushan, zunächst geschäftsführend, Gouverneur dieser Provinz.
Im Dezember 2012 wurde er zum Parteisekretär der Provinz ernannt. Sein Nachfolger als Gouverneur wurde Li Qiang.
Er war seit 1997 Kandidat und ist seit November 2012 Mitglied des Zentralkomitees der Kommunistischen Partei Chinas.
Am 14. Oktober 2020 veröffentlichte das US-Außenministerium einen Bericht über 10 Personen, die wesentlich dazu beitragen, dass China seinen Verpflichtungen aus der chinesisch-britischen gemeinsamen Erklärung zu Hongkong und dem Grundgesetz von Hongkong nicht nachkommt. Xia war auf der Liste der Specially Designated Nationals and Blocked Persons.